# Mogens Frijs
 Denne artikel omhandler Mogens Frijs. Opslagsordet har også en anden betydning, se Mogens Friis.
Mogens Christian lensgreve Krag-Juel-Vind-Frijs (født 4. maj 1849 på Søbygaard, død 22. maj 1923 på Frijsenborg) var en dansk godsejer og politiker. Han var kendt som grev Mogens Frijs til Frijsenborg. Han blev lensgreve ved faderens død i 1896.
Han blev student i Horsens 1868, cand.phil. 1869 og var legationssekretær i Sankt Petersborg og London 1876—80.

## Politiker
Frijs var Landstingsmand for 10. kreds fra 1880, medlem af Skanderborg Amtsråd 1886-1904 og medlem af Rigsretten. I 1899-1918 var han De frikonservatives leder.
Han var Storkors af Dannebrogordenen og Dannebrogsmand.

## Godsejer
I kraft af sin besiddelse af grevskabet Frijsenborg var Mogens Frijs Danmarks største jordbesidder. Gennem  datteren Inger Dorte, (der den 26. januar 1906 blev gift med Julius Carl Hannibal lensgreve Wedell), kom Frijsenborg i slægten Wedells besiddelse.

## Familie
Mogens Frijs var søn af C.E. Frijs, der var konseilspræsident i 1865-1870.
Han giftede sig med Frederikke (Fritze) Sophie Elisabeth komtesse af Danneskiold-Samsøe (26. juni 1865 - 8. juli 1949). De fik 5 døtre, Inger Dorte, Helle Vibeke (1886-1974, London), Anne Margrethe (Daisy) (12. september 1888 - 12. januar 1917, London; selvmord pga afhængighed af morfin), Agnes Louise (1892-1975) og Berete (29. juli 1900 - 11. september 1901), men ingen sønner.